# Tubulicium filicicola
Tubulicium filicicola är en svampart som först beskrevs av Gordon Herriot Cunningham, och fick sitt nu gällande namn av Franz Oberwinkler 1965. Tubulicium filicicola ingår i släktet Tubulicium och familjen Hydnodontaceae.   Inga underarter finns listade i Catalogue of Life.